# Consejerías de la Diputación General de Aragón

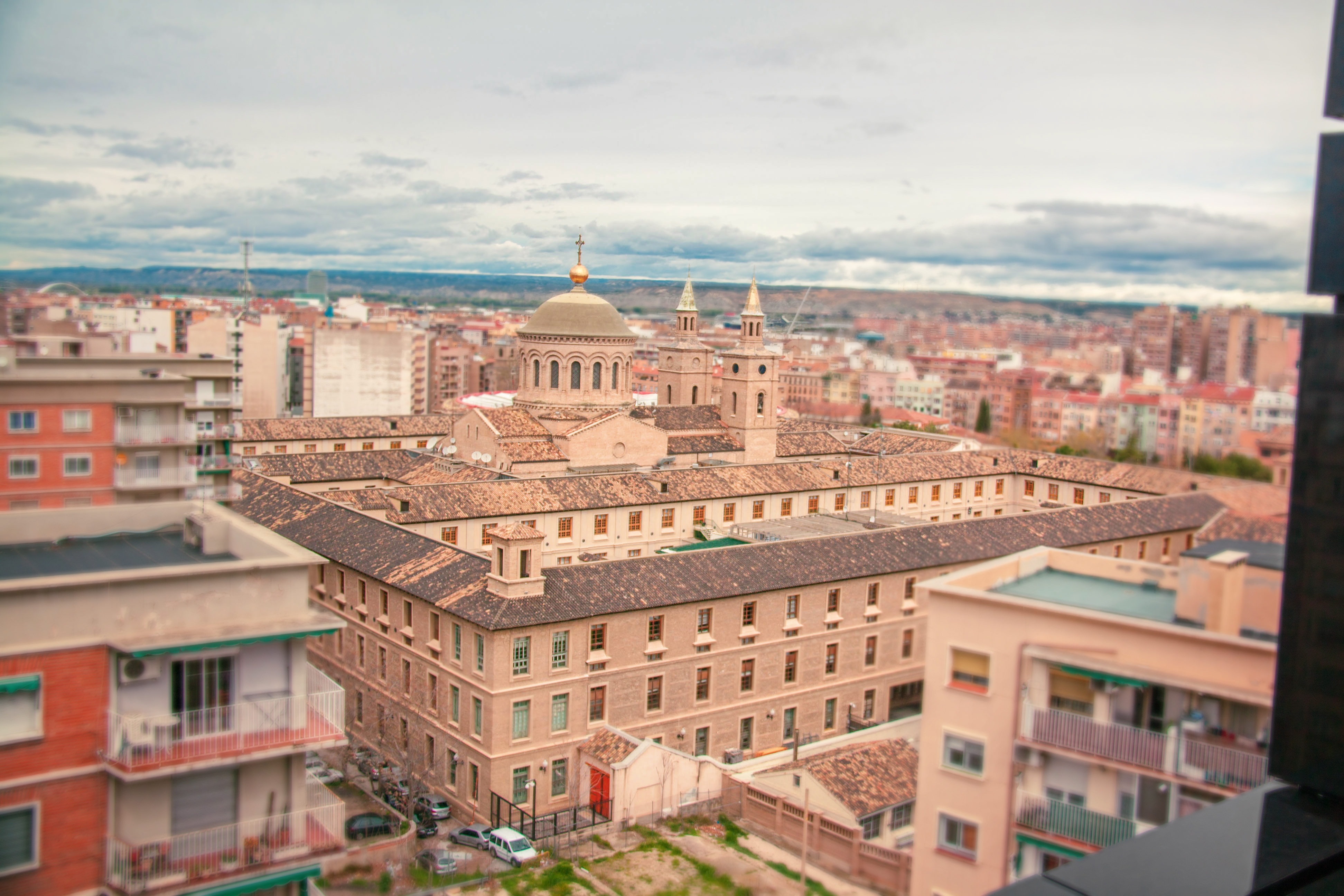
Edificio de la Consejería de Presidencia.

La administración de la Diputación General de Aragón se organiza en las siguientes consejerías:
| Consejería                                        | Consejero(a)                        | Dirección                                                                                            | Pág. web                                                |
| ------------------------------------------------- | ----------------------------------- | --- | ------------------------------------------------------- |
| Presidencia y Justicia                            | Roberto Bermúdez de Castro Mur      | Paseo María Agustín, 36. 50004 Zaragoza (Edificio Pignatelli)                                        |                                                         |
| Hacienda y Admin. Públicas                        | José Luis Saz Casado                | Plaza de los Sitios, 7. 50001 Zaragoza                                                               | Archivado el 3 de diciembre de 2013 en Wayback Machine. |
| Economía y Empleo                                 | Francisco Bono Ríos                 | Plaza de los Sitios, 7. 50001 Zaragoza Paseo María Agustín, 36. 50004 Zaragoza (Edificio Pignatelli) |                                                         |
| Obras Públicas, Urbanismo, Vivienda y Transportes | Rafael Fernández de Alarcón Herrero | Paseo María Agustín, 36. 50004 Zaragoza (Edificio Pignatelli)                                        |                                                         |
| Política Territorial e Interior                   | Antonio Suárez Oriz                 | Paseo María Agustín, 36. 50004 Zaragoza (Edificio Pignatelli)                                        |                                                         |
| Agricultura, Ganadería y Medio Ambiente           | Modesto Lobón Sobrino               | Pza. San Pedro Nolasco, 7. 50001 Zaragoza                                                            |                                                         |
| Industria e Innovación                            | Arturo Aliaga López                 | Paseo María Agustín, 36. 50004 Zaragoza (Edificio Pignatelli)                                        |                                                         |
| Educación, Universidad, Cultura y Deporte         | María Dolores Serrat Moré           | Avda. Gómez Laguna, 25. 50009 Zaragoza                                                               |                                                         |
| Sanidad, Bienestar Social y Familia               | Ricardo Oliván Bellosta             | Vía Universitas, 36. 50017 Zaragoza.                                                                 |                                                         |